# Хольстейн, Ульрик Адольф
Ульрик Адольф Хольстейн, граф Голштейнборг (дат. Ulrik Adolf Holstein; 14 апреля 1664, Футтеркамп, Шлезвиг-Гольштейн — 21 августа 1737) — датский государственный деятель, великий канцлер времён правления Фредерика IV.

## Карьера
1679 году стал пажом кронпринца Фредерика и снискал расположение будущего короля. 1770 получил титул барона. Через три года был удален от двора после попытки уговорить короля отказаться от брака с Элизабет Хелен фон Виерег. Получил службу судебного пристава в Фленсбурге, но вскоре стал членом Тайного совета, а 1708 получил титул графа Голштейнборга.
Был женат на Кристине Ревентлов, в 1712 году помог королю похитить сестру своей жены Анну Софию. В 1718 году отправился с дипломатической миссией в Англию. Анна София стала королевой в 1721 году, а Гольштейн был назначен великим канцлером. Покинул пост после смерти короля в 1730 году.